# Callixena plagiata
Callixena plagiata là một loài bướm đêm trong họ Noctuidae.